# Molybdän(II)-chlorid
Molybdän(ll)-chlorid ist eine anorganische chemische Verbindung des Molybdäns aus der Gruppe der Chloride.

## Gewinnung und Darstellung
Molybdän(ll)-chlorid kann erhalten werden durch
- Pyrolyse von Molybdän(III)-chlorid[1]

{\displaystyle \mathrm {12\ MoCl_{3}\longrightarrow [Mo_{6}Cl_{8}]Cl_{4}+6\ MoCl_{4}} }
- die Reaktion von Molybdän mit Phosgen[1]

{\displaystyle \mathrm {6Mo+6\ COCl_{2}\longrightarrow [Mo_{6}Cl_{8}]Cl_{4}+6\ CO} }
- oder die Umsetzung von Molybdän(IV)-chlorid mit elementarem Molybdän[3]

{\displaystyle {\ce {3 MoCl4 + 3 Mo -> (Mo6Cl8)Cl4}}}

## Eigenschaften
Molybdän(II)-chlorid ist ein gelbes, diamagnetisches, luftbeständiges, hygroskopisches Pulver, das unlöslich in Wasser, Eisessig, Toluol und Benzin ist. Es ist löslich in Ethanol, Ether, Aceton, Pyridin, verdünnten starken Basen und konzentrierter Salzsäure. Es besitzt eine orthorhombische Kristallstruktur mit der Raumgruppe Bbem (Raumgruppen-Nr. 64, Stellung 5), a = 1124,9 pm, b = 1128,0 pm, c = 1406,7 pm.
Molybdän(II)-chlorid MoCl2 (Mo6Cl12) enthält einen oktaedrischen Mo6-Cluster und gehört somit zu den Metallclustern. Die Reaktionen und die physikalischen Eigenschaften von Molybdän-Halogenid-Komplexen mit einem {Mo6X8}4+-Clusterkern (X = Cl, Br) wurden aufgrund einer langlebigen Lumineszenz von einigen analogen Verbindungen und ihrer strukturellen Ähnlichkeit mit supraleitenden Chevrel-Sergent-Phasen intensiv erforscht. Molybdän(II)-chlorid hat eine polymere Struktur und kann durch die Formel [{Mo6Cl8}Cl4/2Cl2]∞ beschrieben werden. In der Struktur sind die {Mo6Cl8}4+ Clusterkerne durch Chloridliganden zu unendlichen Schichten verbunden.